# Hemangiom
Hemangiomul (haemagioma) reprezintă o dilatare a vaselor de sânge și în condiții normale este inofensiv.
Hemangiomul este o pată violacee care are o constituție plată, proeminentă, rotundă sau de forma pânzei de păianjen și poate apărea pe piele sau mucoasă. Este cauzat de dilatarea cavernoasă sau uniformă a vaselor de sânge care aparțin pielii. Vasul de sânge care suferă modificarea poate fi de orice fel: arteră, venă sau capilară. Mai este numit și pată de foc și din cauza asemănării cu nevul mai este numit și nev vascular. Se retrage în mod spontan fiind frecvent la nou-născuți și copii. Cel mai frecvent apare pe față, pe ceafă sau pe trunchi.

## Simptome
Pe suprafața pielii se localizează o modificare care are mărime și culoare variabile: roz, violacee sau de culoarea vinului. Poate fi de mărimea unui bob de muștar sau poate să acopere întregi părți ale corpului.

## Tipuri de hemagiom

### Hemagiom capilar (haemangioma capilare)
Apare doar în straturile pielii, nu pătrunde mai adânc. În genere apare la nou -  născuți în primele luni de viață, dar poate să apară și la copii mici. Acesta dispare după 1 - 2 ani în mod spontan. O forma specifică o reprezintă semnul din naștere ce apare pe ceafă, pe gât sau acoperă o parte din față și are o culoare violacee.

### Hemagiomul cavernos (haemangioma cavernosum)
Se întinde în afara limitelor straturilor pieli, spre interior. Vasele de sânge cauzatoare sunt mai mari decât capilarele. Hemagiomul proeminent poate fi întâlnit pe piele, pe mucoasă, dar și pe organele interne(creier, ficat). De obicei nu apar probleme majore, iar acesta dispare și se vindecă de la sine.

### Nevul telangiectatic (naevus teleangiectaticus)
Denumit de asemenea și pată de vin este caracterizat prin existența unei pete de culoare roșiatică, pe suprafața pielii, ce reprezintă o dilatare a capilarelor și se aseamănă cu un semn din naștere.

### Nevul de forma unei pânze de păianjen (naevus araneus)
Este o pată proeminentă de mărimea unui bob de mei, de culoare roșie aprinsă, plată și care conține spre margine prelungiri care aduc a pânză de păianjen. Este frecvent la vârstă înaintată.

### Hemangiom senil (haemangioma senile)
Poate apărea după vârsta de 20 de ani fiind frecvent la sexul masculin. Este o bășică plină cu sânge, de mărimea unui bob de mei sau de mazăre și se întâlnește rar.

## Apariția hemangiomului
Poate avea origine ereditară dar poate fi cauzată și de anomaliile de dezvoltare a unor țesuturi, modificări în timpul sarcinii sau afecțiuni hepatice. De cele mai multe ori cauza hemangiomului este necunoscută.

## Tratament
Hemangiomul de tip Pânză de păianjen se poate vindeca prin tratament cu laser, iar cel cavernos cu radiații roentgen(embolizarea vaselor de sânge). Celelalte tipuri se retrag de la sine, iar în cazul semnelor din naștere se poate apela la unguente cosmetice.